# Sikur (plaats)
Sikur is een bestuurslaag in het regentschap Oost-Lombok van de provincie West-Nusa Tenggara, Indonesië. Sikur telt 10.692 inwoners (volkstelling 2010).